# Mallotus insularum
Mallotus insularum là một loài thực vật có hoa trong họ Đại kích. Loài này được (Airy Shaw) Slik mô tả khoa học đầu tiên năm 2001.